# Három Nővér (Írország)

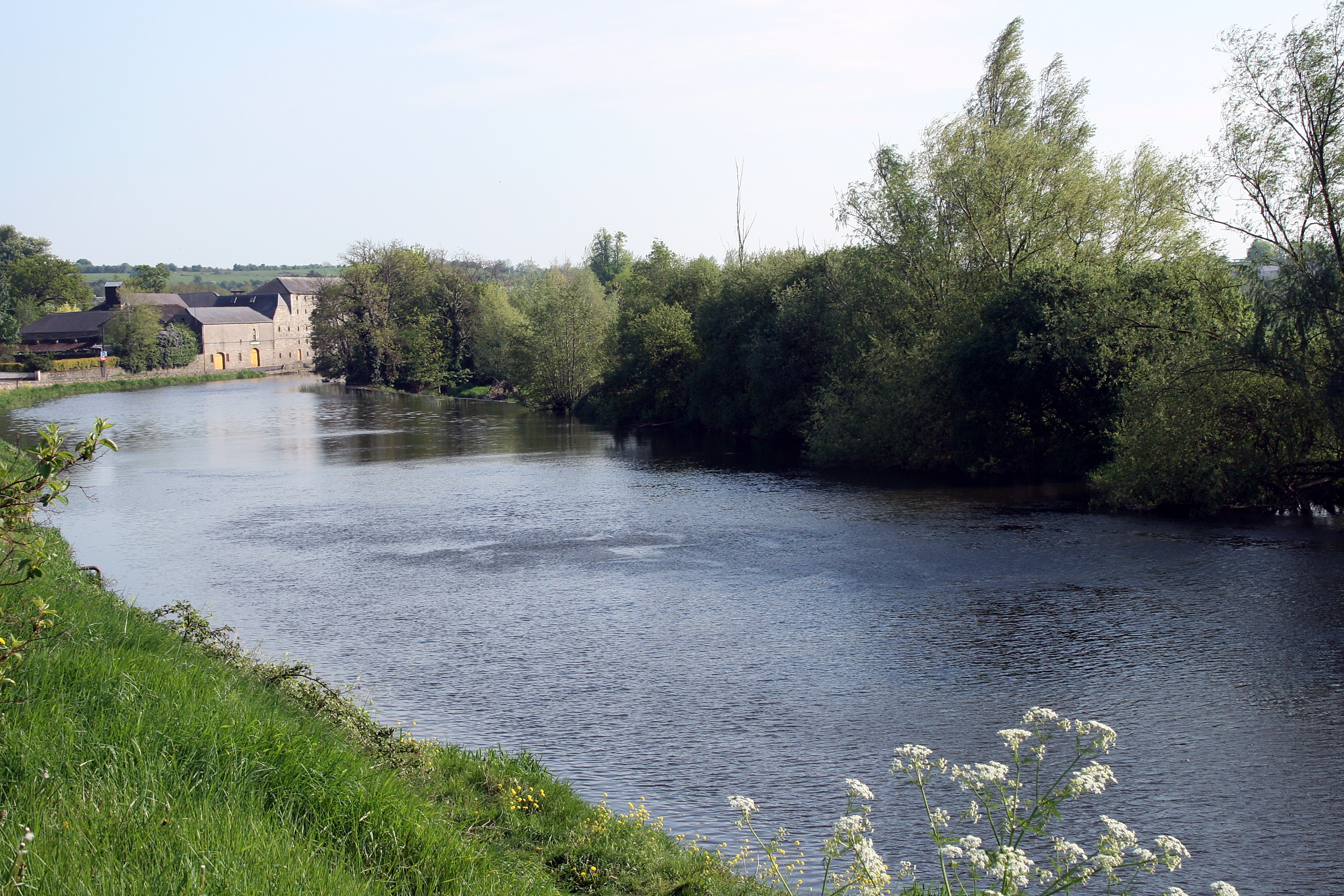
A Barrow egy szakasza

A Három Nővér (angolul: The Three Sisters, írül: An Triúr Deirfiúr) három folyó Írországban: a Barrow folyó, a Nore folyó és a Suir folyó.
Mindhárom Tipperary megye hegyei közt ered és ugyanabban az öbölben ömlenek a tengerbe, Waterford városától délnyugatra. A forrás és a torkolat közt szétterülve a sziget déli részének nagy területeiről gyűjtik össze a vizet, köztük Tipperary megye, Carlow megye, Kilkenny megye, Wexford megye és Waterford megye.
A három nővér közül kettőt – a Barrowt és a Nore-t – keresztez a Barrow-híd. A híd után röviddel mindkettő a Suirba ömlik.

## Külső hivatkozás
- Angol nyelvű kalauz a Három Nővéren való hajózáshoz